# قالی اراک
قالی اراک گونه‌ای قالی ایرانی است که در منطقه اراک یافت و تولید می‌شده‌است. در دوره قاجار اراک یکی از مراکز مهم قالی بافی ایران بود. صنعت قالی در این منطقه از گذشته رواج داشته و قالی فراهان، قالی سرابند و قالی ساروق شهرت جهانی داشته‌اند.

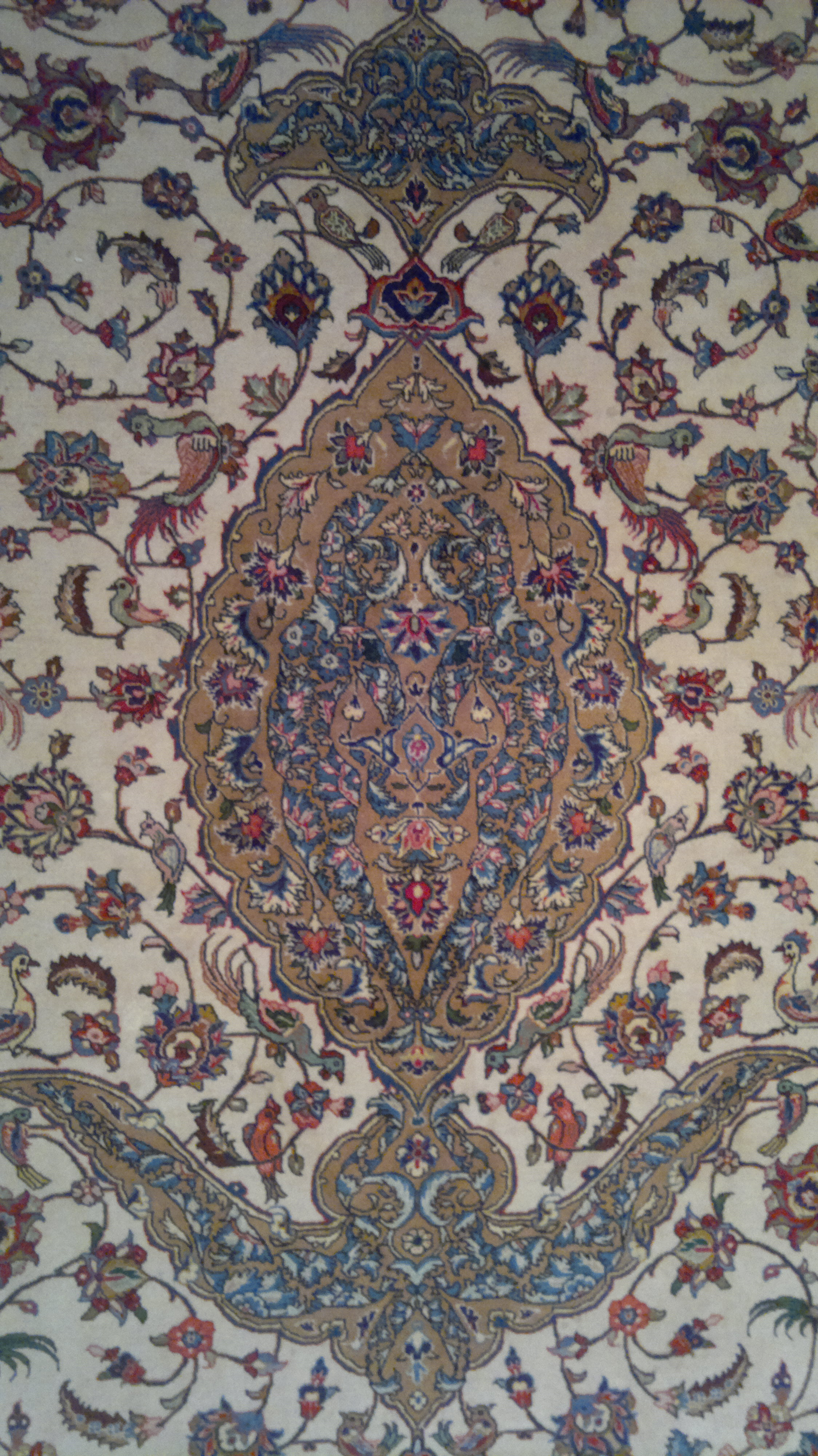
قالی اراک طرح استاد عیسی بهادری

## تاریخچه قالیبافی در منطقه

### قبل از قاجار
از سابقه قالی بافی قبل از ساخت شهر اراک اطلاعات کافی در دسترس نیست. اما به‌دلیل وجود مراکز فرشبافی در اطراف اراک مانند کاشان، قم و اصفهان نمی‌توان متصور شد که قالی بافی در منطقه اراک سابقه کمتری از آن مناطق داشته باشد. در تاریخ اشاره شده که هنگام عبور شاپور ذوالاکتاف از فراهان در ساروق یک قالی به او هدیه داده شده‌است که مشخصاً نشان دهنده وجود قالیبافی در آن دوران در منطقه است.
آنچه که مسلم است قالی بافی در گذشته در سرابند و فراهان رواج داشته‌است، زیرا بوته مال میر سرابند و قالیهای دولاخور (مشک آباد) و ساروق از جمله قالی‌های معروف بوده‌اند.
قبل از آغاز دوران طلایی بافت قالی در اراک، بیشتر بافته‌های منطقه به مصرف محلی می‌رسید.

### دوران قاجار

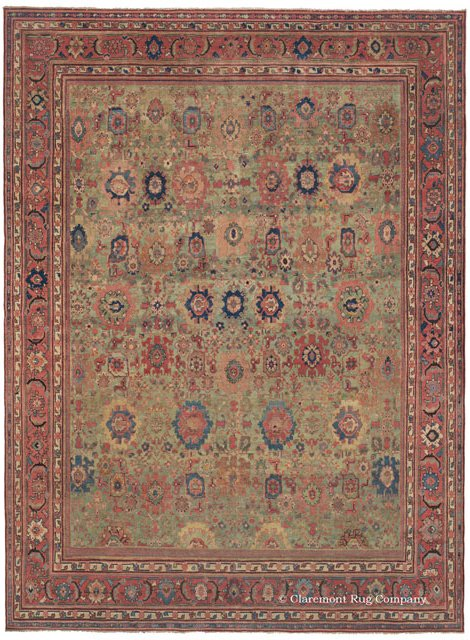
قالی سلطان آباد بافته شده در قرن ۱۹ میلادی

روند تجاری شدن و صادر شدن قالی اراک از دوران قاجار و در فاصله بین حکومت فتحعلی شاه تا ناصرالدین شاه آغاز شد.
در این دوره تقاضای ناگهانی اروپا برای قالی ایرانی را می‌توان نقطه عطفی برای صنعت قالی بافی به‌شمار آورد
همزمان با آن اوج شکوفایی قالی بافی در اراک صورت گرفت و دلیل عمده آن را می‌توان به سعی و اهتمام تجار خارجی و تبریزی در پیشبرد این صنعت تعبیر کرد.
تقاضای زیاد قالی ایران و رونق تجارت موفق آن باعث شد تا تعداد زیادی از شرکت‌های خارجی از کشورهای آمریکا، انگلیس ،سوئیس و یونان به سرمایه‌گذاری و تولید انبوه آن ترغیب گردند.
زمانی که شرکت شرکت زیگلر سوئیس دفتر مرکزی خود را در تبریز و نمایندگی‌هایی در سایر شهرهای ایران داشت شرکت آلپیگر اقدام به تأسیس یک انبار بزرگ در سلطان آباد کرد. در سال ۱۲۷۳ خورشیدی ۱۲۰۰ فرشباف در شهر و ۱۵۰۰ فرشباف در روستاهای نزدیک فعال بودند. برخی دیگر از منابع تعداد فرشبافان در منطقه را ۵۰۰۰ تن برآورد می‌کنند. اراک به عنوان یکی از مهمترین مراکز صدور فرش به اروپا تا سال ۱۳۱۹ باقی ماند.

### بعد از قاجار
در سال ۱۳۱۴ خورشیدی با ملی شدن صنعت فرش تولید این کالا تقریباً در اختیار تجار ایرانی و شرکت سهامی فرش ایران قرار گرفت.
متأسفانه صنعت قالیبافی در اراک امروزه با رکود شدید مواجه شده‌است به گونه‌ای که تولید قالی تنها ۵٪ کل تولید ۱۵ سال گذشته را به خود اختصاص داده‌است که از دلایل آن می‌توان به عدم حضور قدرتمند بازارهای خارجی، بالا رفتن قیمت، سوءاستفاده خارجی‌ها از طرح و نقشه قالی اراک، تولید نشدن مواد اولیه، بالا بودن هزینه تولید و سخت‌گیری‌های گمرکی در هنگام صدور قالی اشاره کرد.

## ویژگی‌های قالی
قالی در اراک به گفته سیسیل ادوارز زمانی از اهمیت و اعتبار و فراوانی برخوردار بود و رقیب قالی کرمان بود. از جمله خصوصیات مهم قالی این است که بد بافی و گره تقلبی و جفتی در فرش‌های این ناحیه کمتر دیده می‌شود و از این رو کیفیت کار بالا می‌رود.
قالی اراک در زمره قالی‌های درشت بافت قرار می‌گیرد که رجشمار آن در بهترین حالت به ۴۰ و به ندرت ۵۰ می‌رسد. البته در این دسته قالی‌ها قالی‌های ریزبافت نیز وجود دارد که به سفارش مشتریان بافته می‌شود.
در گذشته کار قالی بافی بر خلاف برخی از مناطق ایران که پسران خردسال نیز در بافت آن نقش داشتند کاری کاملاً زنانه بوده‌است. هر زن یا دختر باید یک سال به عنوان شاگرد پای دارقالی می‌نشست تا فنون کار را یاد بگیرد.
قالی از نظر کیفیت از نوع قالی‌های متوسط و مرغوب و از نظر قیمت جزو قالی‌های ارزان ایران است. یکی از دلایل ارزان بودن قالی درشت بافت بودن و سنگینی آن است. قالی‌های درشت بافت اغلب سنگین بوده و از آنجایی که در آن گره فارسی استفاده شده‌است برای سفت کردن گره‌ها شانه را محکمتر می‌کوبند تا چله قالی محکم شود.

## اقتصاد قالیبافی
صنعت قالی بافی از آغاز بنیان گذاشتن شهر اراک توسط یوسف خان گرجی به عنوان عمده کالای صادراتی این شهر قرار گرفت. ناصرالدین شاه در سفر خود در سال ۱۲۸۷ از این شهر در خاطراتش می‌نویسد:تجّار آذربایجانی و عدّه‌ای در این شهر به تجارت قالی مشغول‌اند؛ هر ساله، قالی زیادی از اینجا به ممالک روس و عثمانی حمل می‌شود. شاهزاده ظل السلطان نیز که در میان سال‌های ۱۳۰۲ تا ۱۳۰۳ حاکم اراک بوده می‌گوید:شهر عراق به واسط‍ة قالی‌بافی که رواجی کافی دارد فوق‌العاده متموّل و آباد شده. به‌طور یقین سالی یک میلیون تومان که دویست هزار لیره باشد از خارج به واسط‍ة شرکت زیگلر و سایر فرنگی‌ها پول داخل این مملکت شده و در عوض قالی می‌خرند.

## مواد و ابزار

### ابزار
ابزار قالی بافی در منطقه شامل دار قالی، چاقو، قلاب یا چنگک، دفتین یا کرکیت، قیچی و شانه است.
بیشتر داراها عمودی هستند و به‌طور عمده به سه دسته تقسیم می‌شوند:
1. دارقالی با تار کوتاه که فاصله چوب بالایی و پایینی دار کمتر از حالت معمولی است و برای بافت قالیچه استفاده می‌شوند.
2. دارقالی با تار ممتد که برای بافت قالی‌های با ابعاد متوسط و کناره‌های کوچک استفاده می‌شوند.

۳. دارقالی با تار بلند که متداول‌ترین نوع دار برای بافت قالی‌های بزرگ است. در این حالت امتداد تارها دور تیر افقی پیچیده نمی‌شوند بلکه به‌طور موقت بهم گره خورده و نگهداشته شده‌اند.

### روش بافت

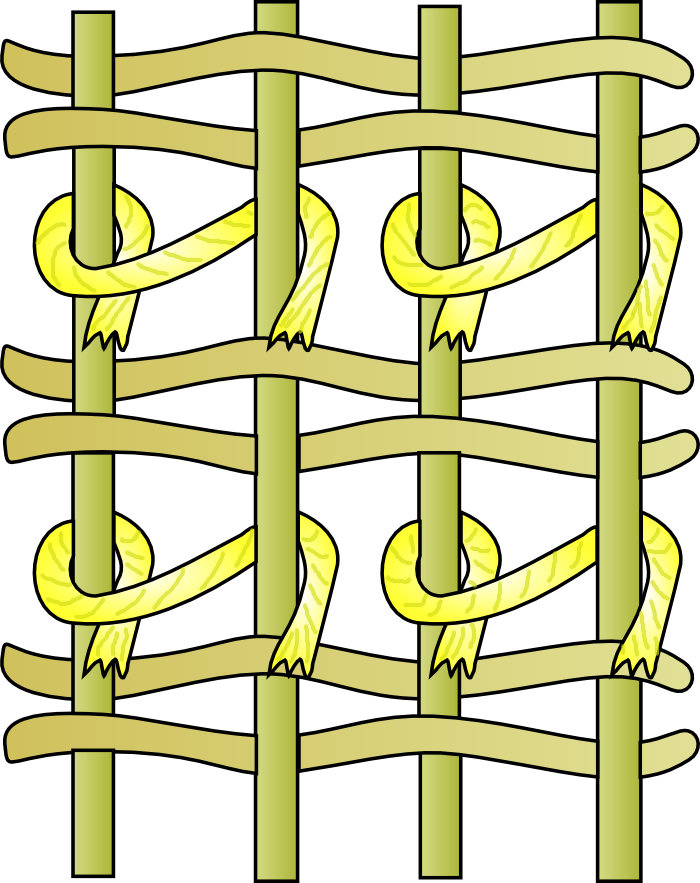
گره فارسی در قالی

روش بافت قالی در اراک فارسی بافی است که گره‌ها (بر خلاف ترکی بافی که با قلاب انجام می‌شود) بیشتر به وسیله دست زده می‌شود. البته در برخی از مناطق استفاده از قلاب هم دیده شده‌است.

### رنگ‌ها
نبوغ ویژه در رنگرزی از نقاط قوت قالی اراک بوده‌است. استفاده از گیاهان طبیعی مانند استفاده از روناس، برگ مو، پوست انار، پوست گردو و اسپرک و قرمزدانه برای رنگ آمیزی خامه‌های فرش در گذشته‌ای نه چندان دور رایج بوده‌است. از جمله رنگ‌هایی که در قالی این منطقه استفاده می‌شود قرمز دوغی فراهان، آبی، زرد، شتری لاکی، سرمه‌ای، سبز، سبز کمرنگ، کرم، بژ، مسی، حنایی، قهوه‌ای، آبی گلناری، ماشی، طلایی و زیتونی است.

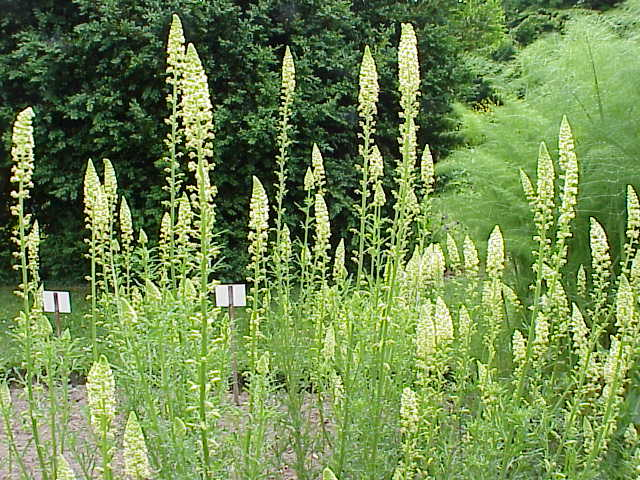
گیاه اسپرک
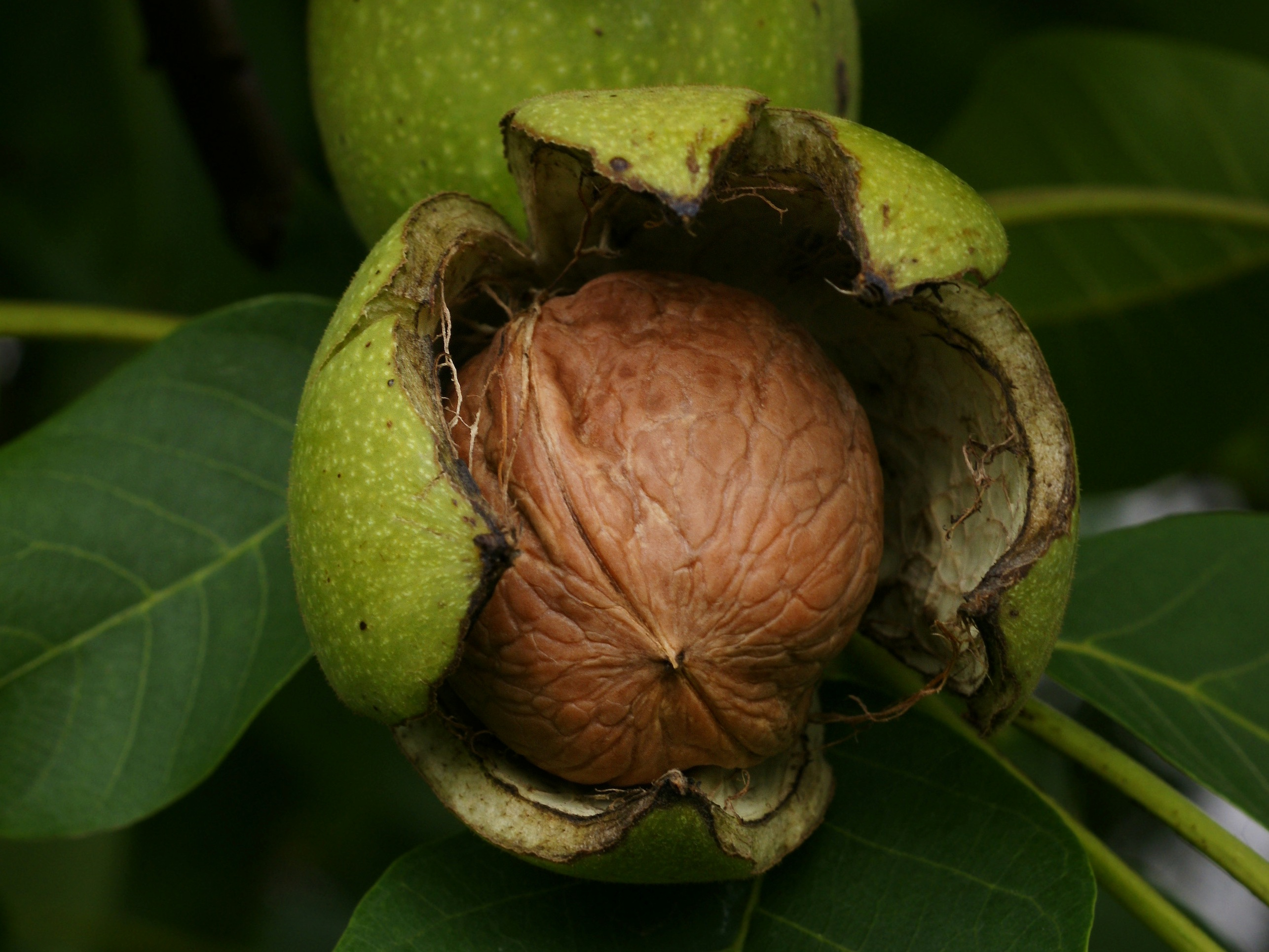
پوست گردو
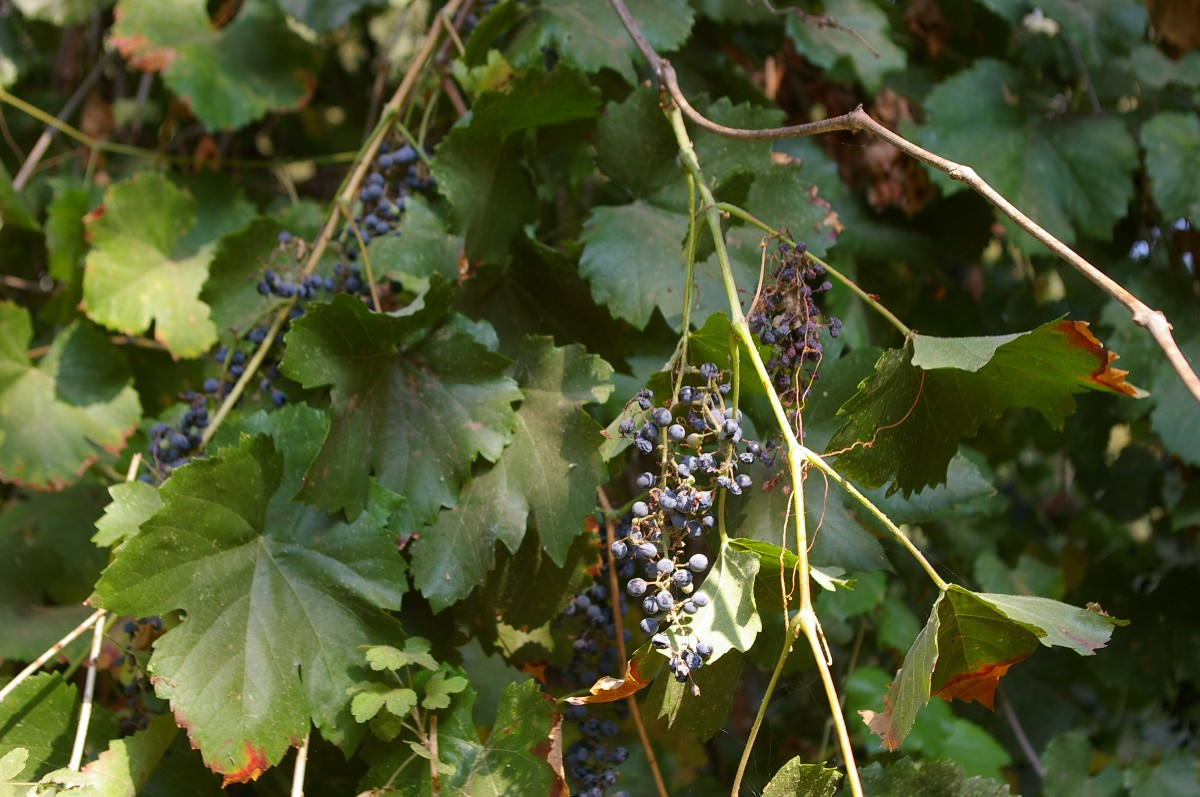
برگ و ساقه مو

### نقش‌ها و طرح‌ها
بافندگان قالی اراک سالیان دراز از روی نقشه و طرح‌های خاص به قالی بافی مشغول هستند، اما نوعی یکنواختی در طرح قالی منطقه دیده می‌شود.
طرح‌های لچک و ترنج گلدار، هراتی، گل حنائی، مینا خانی و خرچنگی، انواع ماهی درهم (ماهی پیچ طرح هراتی، ماهی فراهان، ماهی خرده)، شاه عباسی، جوشقان، قاب قابی، افشان، جغرافیا، مستوفی از جمله طرح‌های استفاده شده در قالی اراک هستند.

### نقشه قالی
در گذشته تعداد طرح‌های نقشه‌ها به دلیل نبود وسایل ارتباط جمعی به چند طرح محدود ختم می‌شد. در نقشه‌های قالی اراک بیشتر از ۱۴ تا ۱۵ رنگ استفاده نمی‌شود، زیرا به واسطه طرح‌های قالی که همگی سنتی اند، رنگ‌ها به کار برده می‌شوند. رنگ‌های بکار رفته در نقشه قالی شامل سرمه‌ای، آبی سیر، آبی روشن یا آسمانی، سبز سنجدی، سبز سیر، سبز شویدی، موشی یا فیلی، شتری، گلنار، مسی، صورتی، عبایی، جفتی یا قهوه‌ای، سفید و کرم می‌شود.

## حرفه‌های مرتبط با قالی
به علت وجود قالی بافی در اراک حرفه‌های مرتبط با آن نظیر چله کشی، رفوگری، رنگرزی، طراحی و پرداخت قالی نیز در دو قرن اخیر از رونق نسبی برخوردار بوده‌اند.

## بازارهای فروش
هم‌اکنون قالی‌های بافت اراک به کشورهای ایتالیا، روسیه و کشورهای حوزه خلیج فارس صادر می‌شود. پیش از این بازارهای آلمان، انگلیس، آمریکا و لبنان از خریداران اصلی قالی اراک بودند.